# Centrosema sagittatum
Centrosema sagittatum là một loài thực vật có hoa trong họ Đậu. Loài này được (Willd.) L.Riley miêu tả khoa học đầu tiên.